# Fray Gerundio de Campazas

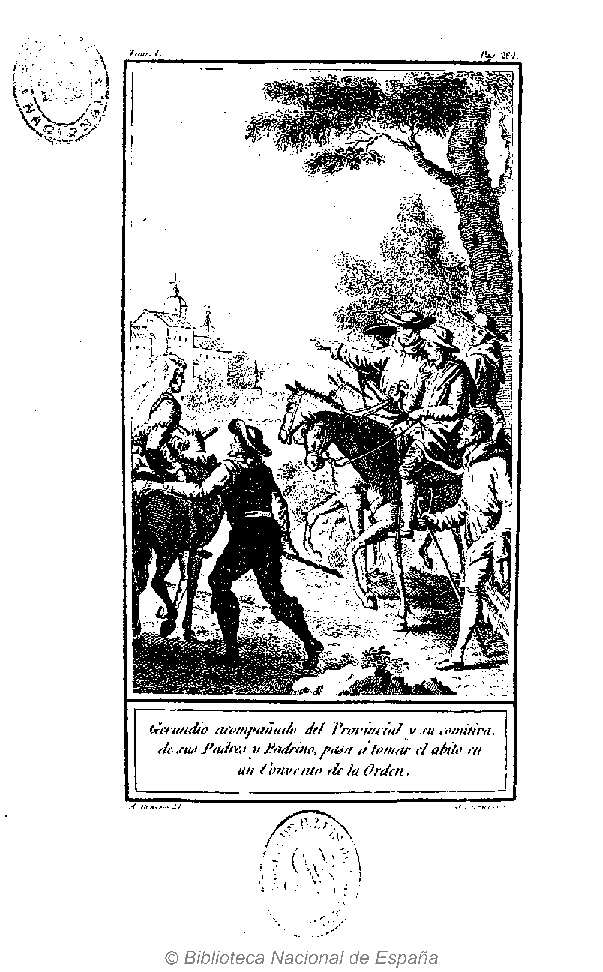
Historia del famoso predicador Fray Gerundio de Campazas, Madrid y Cádiz, 1813. Grabado calcográfico de Juan Carrafa por dibujo de Antonio Guerrero. Inscripción: «Gerundio acompañado del Provincial y su comitiva, de sus Padres y Padrino, pasa a tomar el abito en un Convento de su Orden».

Fray Gerundio de Campazas es un personaje de ficción, protagonista de la novela cuyo título completo es Historia del famoso predicador fray Gerundio de Campazas, alias Zotes, del escritor español José Francisco de Isla y Rojo (conocido comúnmente como el Padre Isla) (1703-1781).

## La novela
La novela apareció en la segunda mitad del siglo XVIII, en 1758. Es una obra esencialmente crítica donde se pone en ridículo la moda de los oradores de la época que utilizan en el púlpito un lenguaje gongorino altisonante; es un ataque al barroquismo en sus últimas formas degeneradas. Fray Gerundio se distingue por su mal gusto y su audacia a la hora de emplear frases rebuscadas y sin ningún sentido. Junto a la figura principal aparecen otros dos personajes clave para el desarrollo de la novela: fray Blas, el maestro de Gerundio, un hombre grotesco y exageradamente culterano y fray Prudencio, otro predicador amigo de fray Gerundio, hombre sabio y prudente que trata de encauzar la oratoria de este.
Por otro lado la obra presenta una serie de tipos y costumbres populares, con toda clase de detalles y lujo de descripciones de todo tipo, tanto de gentes como de ciudades y casas con mobiliario incluido. Se puede considerar como una obra documental y costumbrista. Los lugares por donde trascurre la vida de fray Gerundio desde su nacimiento son auténticos. Las descripciones y detalles que da el autor hacen que se puedan localizar con facilidad, aun cuando les da un topónimo ficticio e inexistente.

## Biografía

### Nacimiento, bautismo e infancia
Gerundio nació en Campazas, una localidad en la comarca de la Tierra de Campos leonesa. Era hijo de Antón Zotes, un rico labrador que pertenecía a una familia arraigada en esta comarca y muy extendida por toda ella. La madre de Gerundio se llamaba Catalina Rebollo, vecina de la misma localidad, conocida como la tía Catuja. A Gerundio le apadrinó Quijano de Perote, capellán de Campazas, pariente lejano de Catalina, que pretendió ponerle por nombre  Perote, a lo que se opuso rotundamente la madre, asegurando que Perote sonaba a perol. Antón Zotes propuso el nombre de Gerundio, en recuerdo del gran éxito que tuvo él de estudiante demostrando saber mucho sobre el gerundio gramatical.
Desde pequeñito tuvo grandes dotes para aprender y recitar de memoria cualquier cosa que oyese, y como por su casa pasaban a menudo frailes y capellanes predicadores de los llamados sabatinos, los imitaba recitando extensos discursos en castellano con intercalaciones de latinajos que poco tenían de latín auténtico. Los familiares y los vecinos lugareños admiraban y celebraban al niño y le auguraban grandes éxitos si alguna vez llegara a ser predicador.